# Statistiskt mått
Statistiskt mått är mått som beskriver värdena i ett statistiskt urval, till exempel ett stickprov. Det finns två huvudtyper av statistiska mått, lägesmått och spridningsmått.
Vilka statistiska mått som är möjliga och meningsfulla att beräkna beror på den mätskala som gäller för den mätta variabeln.
- Lägesmått: Aritmetiskt medelvärde, Median (Md.), Typvärde (T)
- Spridningsmått: Standardavvikelse, Kvartilavstånd, Variationsvidd